# Forever My Lady
| Críticas profissionais | Críticas profissionais |
| Avaliações da crítica  | Avaliações da crítica  |
| Fonte                  | Avaliação              |
| ---------------------- | ---------------------- |
| Allmusic               | [ 1 ]                  |
| Entertainment Weekly   | A−                     |

Forever My Lady é o álbum de estreia do grupo de R&B americano Jodeci, lançado em 28 de Maio de 1991 pela Uptown Records e distribuido pela MCA Records.
Forever My Lady alcançou a décima oitava posição na Billboard 200 americana e chegou ao topo da parada de R&B onde ficou por três semanas. O álbum gerou três singles, incluindo os três primeiros singles número-um de R&B do grupo: a faixa-título, "Stay" e "Come and Talk to Me". Também foi o álbum de R&B de melhor posição na parada de fim de ano em 1992. Forever My Lady vendeu mais de três milhões de cópias e recebeu três discos de platina nos Estados Unidos.

## Lista de faixas
| N.º | Título                            | Música                                  | Duração |  |
| 1.  | "Stay"                            | DeVante Swing                           | 5:11    |  |
| 2.  | "Come and Talk to Me"             | DeVante Swing                           | 4:36    |  |
| 3.  | "Forever My Lady"                 | Al B. Sure!, DeVante Swing              | 5:20    |  |
| 4.  | "I'm Still Waiting"               | DeVante Swing                           | 4:21    |  |
| 5.  | "U&I"                             | DeVante Swing                           | 4:04    |  |
| 6.  | "Interlude (553-Nasty)"           | DeVante Swing                           | 1:47    |  |
| 7.  | "My Phone"                        | DeVante Swing                           | 5:49    |  |
| 8.  | "Gotta Love"                      | DeVante Swing, K-Ci Hailey, JoJo Hailey | 4:43    |  |
| 9.  | "Play Thang"                      |                                         | 4:45    |  |
| 10. | "It's Alright"                    | DeVante Swing                           | 4:36    |  |
| 11. | "Treat U"                         | DeVante Swing                           | 3:42    |  |
| 12. | "Xs We Share"                     |                                         | 4:29    |  |
| 13. | "Cherish" (Faixa bônus do iTunes) |                                         | 3:59    |  |

## Histórico nas paradas musicais

### Álbum
| Parada musical (1991) | Melhor posição |
| --------------------- | -------------- |
| E.U.A. Billboard 200  | 18             |
| E.U.A. Heatseekers    | 1              |
| E.U.A. R&B Albums     | 1              |

### Singles
| 1991 | "Gotta Love"          | —  | —  | 79 | — |
| 1991 | "Forever My Lady"     | 25 | —  | 1  | — |
| 1991 | "Stay"                | 41 | 8  | 1  | — |
| 1992 | "Come and Talk to Me" | 11 | 18 | 1  | 7 |
| 1992 | "I'm Still Waiting"   | 85 | —  | 10 | — |

"—" significa lançamentos que não chegaram às paradas musicais.